# Dieter Warnecke
Dieter Ernst Warnecke (* 5. August 1956 in Sehnde; † 16. Oktober 2019) war ein Generalleutnant des Heeres a. D. der Bundeswehr. Er war in letzter Verwendung von Oktober 2015 bis September 2018 Abteilungsleiter Strategie und Einsatz im Bundesministerium der Verteidigung.

## Militärische Laufbahn
1976 trat Warnecke als Wehrpflichtiger in den Dienst der Bundeswehr und diente beim Feldartilleriebataillon 11 in Hannover. Bis 1977 diente er – inzwischen Soldat auf Zeit – beim Instandsetzungsbataillon 720 in Hannover und beim Transportbataillon 170 in Rheine. 1978 absolvierte er dann als Offizieranwärter der Nachschubtruppe die Schule Technische Truppe II in Bremen und wurde anschließend an die Bundeswehruniversität Hamburg versetzt, wo er von 1978 bis 1982 Wirtschaftswissenschaften studierte und als Diplom-Kaufmann abschloss. Von 1982 bis 1984 war er in Gießen als Zugführer in der Grundausbildung bei der Nachschubausbildungskompanie 14/III eingesetzt. Für die folgenden zwei Jahre wurde Warnecke nach Wetzlar kommandiert und führte dort als Zugführer einen Umschlagzug Material in der 2. Kompanie des Nachschubbataillons 5. Von 1986 übernahm er als Kompaniechef die 7. Kompanie des Bataillons und führte diese bis 1988.
Anschließend wurde er abermals an die Schule Technische Truppe II nach Bremen versetzt, wo er bis 1990 als Hörsaalleiter für Offizieranwärter eingesetzt war. Von 1990 bis 1992 absolvierte Warnecke den 33. Generalstabslehrgang an der Führungsakademie der Bundeswehr in Hamburg und wurde anschließend nach Münster versetzt, wo er bis 1994 in der Generalstabsabteilung 4 (G4) und als stellvertretender Abteilungsleiter Logistik im I. Korps diente. Danach wurde Warnecke nach Oldenburg versetzt und diente dort bis 1996 als Operationsoffizier (G3) und Chef des Stabes der Luftlandebrigade 31 unter dem Kommando von Bernd Müller. Von 1996 bis 1998 übernahm er wieder ein Truppenkommando, diesmal das Transportbataillon 11 in Dörverden.
Im Jahre 1998 wurde Warnecke dann in das Bundesministerium der Verteidigung nach Bonn versetzt, wo er bis 2000 als Referent und Planungsstabsoffizier im Führungszentrum der Bundeswehr diente. Danach war er bis 2002 als Stabsoffizier und persönlicher Referent des Chefs des Stabes im Führungsstab der Streitkräfte (FüS), Egon Ramms, eingesetzt. Von 2002 bis 2003 übernahm Warnecke den Posten des Referatsleiters für Personal, Controlling und Informationsmanagement im Führungsstabs der Streitkräfte. Anschließend wurde er nach Regensburg versetzt, wo er bis 2004 als Chef des Stabes von Rainer Glatz in der Division Spezielle Operationen diente. Im Jahre 2005 absolvierte Warnecke einen Lehrgang am Seminar für Sicherheitspolitik an der Bundesakademie für Sicherheitspolitik in Berlin. Danach übernahm er in Oldenburg das Kommando über die Luftlandebrigade 31 und führte diese bis 2008. Während dieser Zeit war er auch im Auslandseinsatz. In Afghanistan war er mit seiner Brigade im Rahmen der ISAF vom 1. August 2007 bis zum 10. Januar 2008 deutscher Kontingentführer und Kommandeur des Regional Command North in Masar-e Scharif. Während dieser Zeit führte er das Kommando bei der Operation Harekate Yolo.
Nach der Rückkehr übergab er das Kommando über die Brigade zum 1. Juni 2008 an Frank Leidenberger und wurde ins Bonner Verteidigungsministerium versetzt, wo er den Posten des militärischen Stellvertreters des Leiters des neu geschaffenen Einsatzführungsstabes, Erhard Bühler, übernahm. Am 27. September 2011 wurde er Chef des Stabes des 1. Deutsch-Niederländischen Korps. Ab dem 1. Oktober 2012 war Warnecke Abteilungsleiter Einsatz im Kommando Streitkräftebasis in Bonn. In diese Zeit fiel ein weiterer Auslandseinsatz. 2013 war er im ISAF-Einsatz in Afghanistan als stellvertretender Kommandeur ISAF Joint Command tätig.
Von Oktober 2015 bis September 2018 war Warnecke Abteilungsleiter Strategie und Einsatz im Bundesministerium der Verteidigung, bevor er diesen Dienstposten an Generalmajor Bernd Schütt übergab und nach 44 Dienstjahren in den Ruhestand trat.